# Хух, Рикарда
Рикарда Хух (нем. Ricarda Octavia Huch; 18 июля 1864, Брауншвейг — 17 ноября 1947, Кронберг) — немецкая писательница, поэтесса, философ и историк.

## Биография
Рикарда Хух родилась в семье торговцев. Детство и юность провела в Брауншвейге. Изучала историю в Цюрихском университете. По окончании университета работала сперва библиотекарем, а затем учительницей в Цюрихе и Бремене. В 1897 году переезжает в Вену, где в следующем году выходит замуж за зубного врача Эрманио Цецони. Затем некоторое время живёт на родине мужа, в Триесте.
В период 1912—1927 гг. (с перерывом 1916—1918) Рикарда Хух находится в Мюнхене, где в 1923 году пишет биографическую работу «Михаил Бакунин и анархия». Здесь же писательница начинает участвовать в феминистском движении.
Раннее творчество — а начинала Хух как поэтесса — оказало большое воздействие на возрождение романтического движения в немецкой литературе и определило её место среди писателей-неоромантиков. Позднее писательница всё чаще обращается к исторической тематике в художественной прозе, создаёт также несколько научно-исторических работ.
Приход нацистов к власти Хух встретила резко отрицательно. В ответ на изгнание из Прусской академии искусств Альфреда Дёблина в 1933 году она также демонстративно выходит из её состава. Хух была первым академиком, добровольно отказавшимся от своего звания в знак протеста против произвола нацистов. В то же время, на открытый конфликт с властями писательница не шла. В 1944 году, к своему 80-летию, она получила личные поздравления от Гитлера и Геббельса, однако издание её книг было приостановлено. Так, из написанной ею «Немецкой истории» 1-й том вышел в 1934 году и был подвергнут резкой критике нацистским официозом, 2-й том вышел с большим трудом в 1937 году, 3-й же, законченный в 1941 году, вообще напечатан не был. Он увидел свет уже после смерти автора, в Цюрихе, в 1949 году.
В честь Рикарды Хух назван астероид (879) Рикарда.
Изображена на почтовой марке ФРГ 1975 года.

## Избранные произведения
- «Стихотворения», (1891, первый сборник)
- «Воспоминания о Людольфе Урсле Младшем», (1892, роман)
- «Хадувиг в монастырской галерее», (1897, новелла)
- «Дьявольские козни», (1897, новелла)
- «Светопреставление», (1899, новелла)
- «Фра Челесте», (1899, новелла)
- «Романтика», (1899—1902)
- «Vita somnium breve», (1903, роман)
- «Могила еврея» (1905, новелла)
- «Последнее лето», (1910, повесть)
- «Квакенбрюкский петух» (1910, новелла)
- «Валленштейн», (1915)
- «Вера Лютера. Письма другу», (1916)
- «Большая война в Германии», (1912—1914, научное исследование)
- «Старые и новые стихотворения», (1920)
- «Немецкая история», (1934—1941, научное исследование)
- «Сомнительный предок» (1940, новелла)
- «Белые ночи», (1943, новеллы)
- «Осенний костёр», (1944, сборник стихотворений)
- «Мой дневник», (1946)